# Georgina Bardach
Georgina Bardach (n. el 18 d'agost de 1983 a Córdoba) és una nedadora argentina. Va obtenir la medalla de bronze als Jocs Olímpics d'Atenes 2004 i en el Campionat Mundial de Natació en Piscina Curta de 2002, a Moscou, Rússia.
Georgina va participar en els Jocs Olímpics de Sydney 2000 en els quals no va aconseguir classificar-se per a semifinals. Als Jocs Panamericans de 2003, va obtenir una medalla d'or confirmant la seva progressió amb la medalla de bronze obtinguda als Jocs Olímpics d'Atenes 2004.
El 2010, la Fundació Konex li va atorgar el Premi Konex de Platí com a millor nedadora de la dècada a Argentina.
Durant els Jocs Olímpics de Pequín 2008, va finalitzar 37 sobre 38 competidors en les categories de 400 metres lliures i 200 metres combinats, 23 segons per darrere de la seva marca en els jocs olímpics previs. Ella mateixa va descriure els jocs com un calvari. Becada per la Secretaria d'Esports de la Nació.

## Jocs Sud-americans
El seu acompliment en la novena edició dels Jocs, es va identificar per obtenir un total de 5 medalles:

- - Medalla de plata: Natació 200m Individual Dones
- - Medalla de plata: Natació 4x200m Relleu Lliure Dones
- - Medalla de plata: Natació Relleu 4x100m Natació Combinat Dones
- - Medalla de bronze: Natació 200m Papallona Dones
- - Medalla de bronze: Natació Esquena 200m Dones.